# Ignacio Galaz Ballesteros
Ignacio Galaz (Burgos, 11 de mayo de 1966), es un escritor español. Licenciado en Filología Hispánica por la Universidad de Salamanca. Es autor de cuentos, libros de viajes y diarios.

## Biografía
En la actualidad ejerce como profesor de lengua y literatura en un instituto de enseñanza secundaria de Briviesca (Burgos). Es un gran cultivador del cuento, el relato corto y el libro de viajes, géneros en los que vierte su mirada entre crítica e irónica sobre la realidad. En sus relatos se mezclan las experiencias personales, los viajes y una gran observación de los detalles cotidianos. Según cuenta el propio autor lo que escribe nace de tres veneros: la experiencia propia, la lectura y los detalles, a veces insignificantes. 

## Premios
- I Premio de Ensayo Gran Vía 2003 con Cuaderno de Pesca. Es un homenaje a Miguel Delibes.

## Obras de Ignacio Galaz
- Relatos breves (1992)
- Rumor de caracolas (1997)
- Cuaderno marroquí (2001)
- Caminando por Portugal (2005). Editorial Gran Vía
- ¿Quieres coger el arco iris? y cinco cuentos más (2006). Editorial Gran Vía
- Lengua de sal: cuentos (2008)